# Brumstead
Brumstead is een civil parish nabij Stalham in het bestuurlijke gebied North Norfolk, in het Engelse graafschap Norfolk.
Brumstead staat geregistreerd in het Domesday Book. De naam van de plaats zou betekenen: "place of broom".
Brumstead stond honderden jaren bekend als Brunstead, zoals vele oude kaarten laten zien. Brunstead is ook de naam die door de plaatselijke bevolking wordt gebruikt, en ook het plaatsnaambord geeft deze naam aan.